# Aurélie De Ryck
Aurélie De Ryck (17 december 1992) is een Belgische voormalige atlete, die gespecialiseerd was in het polsstokhoogspringen.

## Biografie
De Ryck nam in 2009 deel aan de wereldkampioenschappen U18. Ze werd twaalfde in de finale van het polsstokhoogspringen. Het jaar nadien nam ze deel aan de wereldkampioenschappen U20. Ze geraakte niet voorbij de kwalificaties. In 2011 nam ze deel aan de Europese kampioenschappen U20. In de finale geraakte ze niet over haar aanvangshoogte. Dat jaar evenaarde ze met 4,20 m het Belgische record polsstokhoogspringen van Irena Dufour.
Begin 2012 verbeterde De Ryck het het Belgische record van Chloé Henry naar 4,28 m. Dit was tevens het Belgisch indoorrecord. In 2013 nam ze deel aan de Europese kampioenschappen U23. Ze werd zestiende, maar geraakte niet door de kwalificaties.
Na een onderbreking van enkele jaren wegens een sabbatjaar, een schouderblessure en studies, kwam De Ryck begin 2016 terug aan de oppervlakte. In 2017 nam ze deel aan universiade in Taipei, waar ze de finale haalde en hierin elfde werd. In 2018 werd ze voor het eerst Belgisch kampioene polsstokhoogspringen. Op 27 januari 2019 brak ze het Belgische indoorrecord met 4,35 m.
In mei 2020 besloot De Ryck te stoppen met topsport.
De Ryck was aangesloten bij Atletiekclub Lyra. Ze stapte over naar Atletiekclub Meetjesland.

## Belgische kampioenschappen
Outdoor
| Onderdeel            | Jaar |
| -------------------- | ---- |
| polsstokhoogspringen | 2018 |

Indoor
| Onderdeel            | Jaar |
| -------------------- | ---- |
| polsstokhoogspringen | 2019 |

## Persoonlijke records
Outdoor
| Onderdeel            | Prestatie | Datum        | Plaats  |
| -------------------- | --------- | ------------ | ------- |
| polsstokhoogspringen | 4,28 m    | 21 juli 2018 | Heusden |

Indoor
| Onderdeel            | Prestatie      | Datum           | Plaats |
| -------------------- | -------------- | --------------- | ------ |
| polsstokhoogspringen | 4,35 m (ex-NR) | 27 januari 2019 | Gent   |

## Palmares
polsstokhoogspringen
- 2009:  BK indoor AC – 3,80 m
- 2009: 12e WK U18 te Bressanone – 3,55 m
- 2009:  EJOF te Tampere – 3,80 m
- 2009:  BK AC – 3,75 m
- 2010:  BK indoor AC – 3,86 m
- 2010: 7e in kwal. WK U20 te Moncton – 3,65 m
- 2011: finale EK U20 te Tallinn – NH (4,10 m in kwal.)
- 2011: 8e in kwal. Universiade te Shenzhen – 3,95 m
- 2012:  BK indoor AC – 4,05 m
- 2012:  BK AC – 4,15 m
- 2013: 10e in kwal. EK U23 te Tampere – 3,95 m
- 2017:  BK indoor AC – 4,05 m
- 2017:  BK AC – 4,15 m
- 2017: 11e Universiade te Taipei (Taiwan) - 4,10 m
- 2018:  BK AC – 4,20 m
- 2019:  Vlaamse indoorkamp. AC - 4,35 m (NR)
- 2019:  BK indoor AC – 4,30 m
- 2019:  BK AC – 4,21 m